# 湖北コミュニティバス

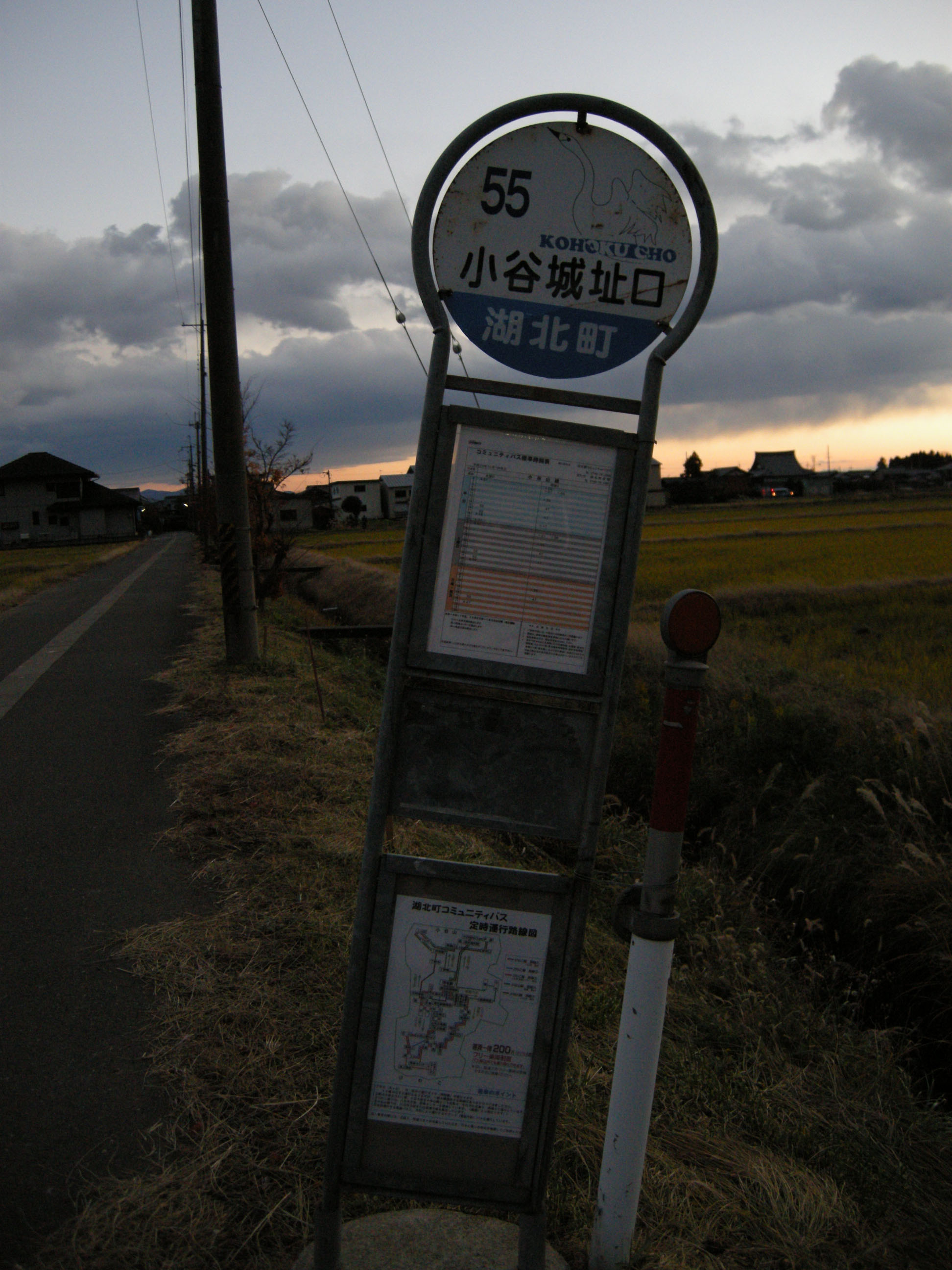
こはくちょうバスのバス停

湖北コミュニティバス（こほくコミュニティバス）は、滋賀県長浜市が湖北地域で運行していたコミュニティバスであり、こはくちょうバスの愛称が付いていた。

## 概要
- 高齢者を中心に地域住民の生活交通を確保するため、合併前の旧湖北町により実証運行を開始した。その後湖北町を合併した長浜市に実証運行のまま引き継がれ、3ヶ年の実証運行期間を経て本格運行に移行した[1]。
- 料金は1回乗車200円均一で、小学生以下は100円、3歳未満は無料。3歳から6歳の保護者同伴の幼児は保護者1人に対し1人まで無料。
  - 回数券は2,000円で11枚綴りの普通回数券と、同13枚綴りの学生回数券（中学生・高校生用）があった。
- 定時運行の便と電話予約によるデマンド運行の便とがあった。
- 運行形態は、自家用自動車（白ナンバー車）による有償運送であり、運行業務をまちづくり湖北に委託していた[2]。

## 歴史
- 2008年（平成20年）
  - 10月1日 - 湖北町により実証運行開始。
- 2010年（平成22年）
  - 1月1日 - 市町村合併により、長浜市となる。これに伴い、同路線の運営も長浜市に引き継がれる。
  - 6月1日 - ダイヤ改正。20時台の最終便を減便[3]。
  - 12月31日 - この日限りで70歳以上の高齢者や障害者に対する福祉乗車証制度（無料乗車）を廃止[3]。
- 2018年（平成30年）
  - 9月30日 - 同日をもって全路線の運行を終了。翌月から「こはくちょうタクシー」（登録・予約制）に移行し、運行業務の委託先を滋賀中央観光バスに変更。

## 路線（廃止）
2010年6月1日の改正時点で以下の路線があった。ただし、下記は定時運行の便の場合で、デマンド運行の場合は下記ルートには依らず、かつ定時運行便が経由しない停留所を経由していた。
※（）内は一部便のみ経由、＜停留所名／停留所名＞はどちらかの選択経由
びわこ線
- 河毛駅 - 湖北町役場前 - ＜八日市 - 今／湖北郵便局前＞ - 年久 - 五坪 - 山本山登山口 - （石川 - ）尾上 - （→水鳥ステーション→湖北野鳥センター→）津里 - 海老江口 - 南速水 - 国道小倉 - 湖北町役場前 - 河毛駅

※北廻りと南廻りの便がある。上記は北廻りの場合の順路（南廻りは一部区間を除き上記の逆順）。
小谷山線
- 北廻り
  - 河毛駅→＜湖北町役場前→湖北郵便局前→丁野中／丁野南＞→丁野茶屋→上山田→郡上→留目口→小谷城址口→（湖北町役場前→国道馬渡→賀→）河毛駅
- 南廻り
  - 河毛駅→（湖北町役場前→国道馬渡→賀→）留目口→小谷城址口→郡上→上山田→丁野茶屋→＜丁野中→（湖北郵便局前→）湖北町役場前／丁野南＞→河毛駅

## 車両
- トヨタ・ハイエース2台を使用していた。

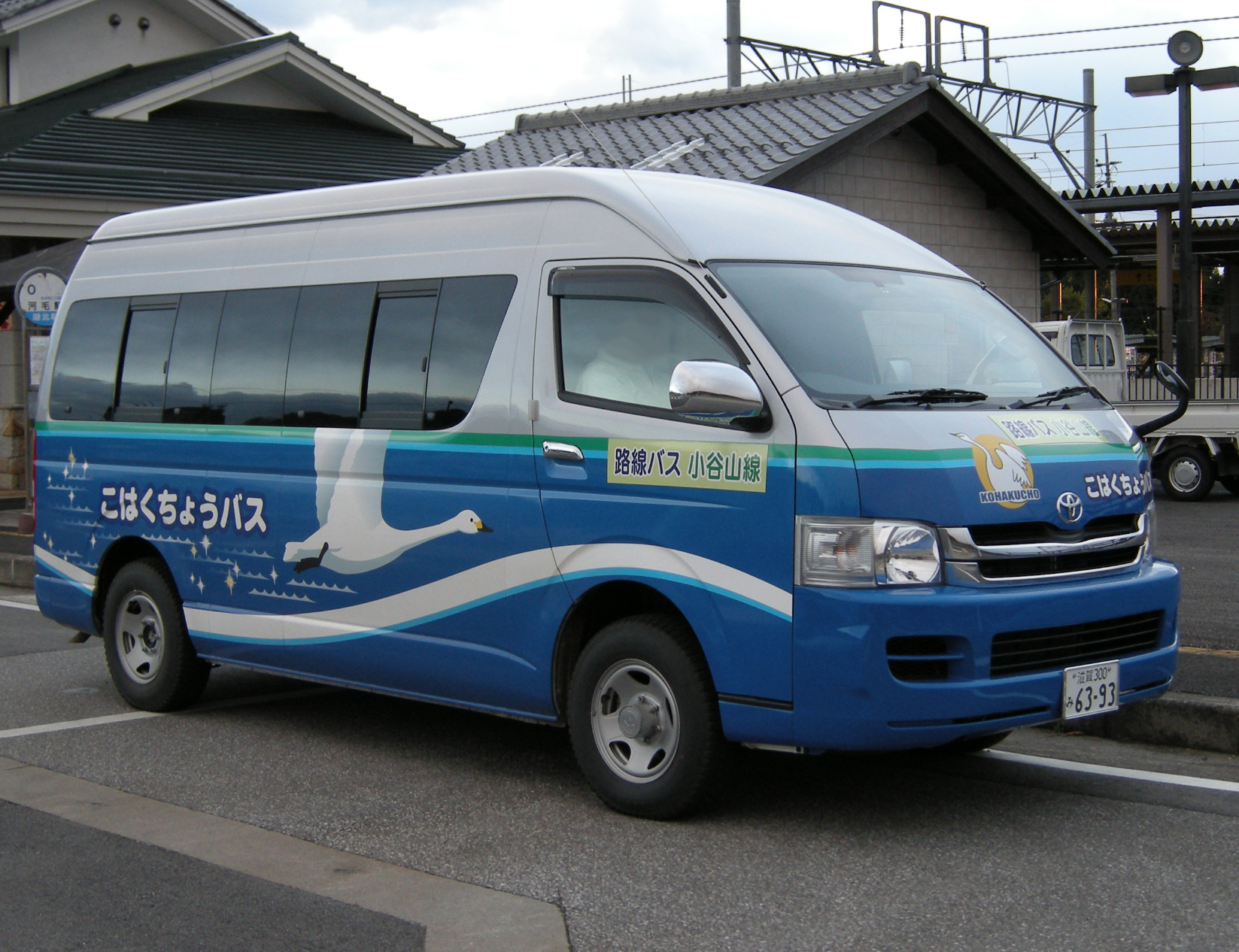
こはくちょうバスの車両（2008年、湖北町当時）
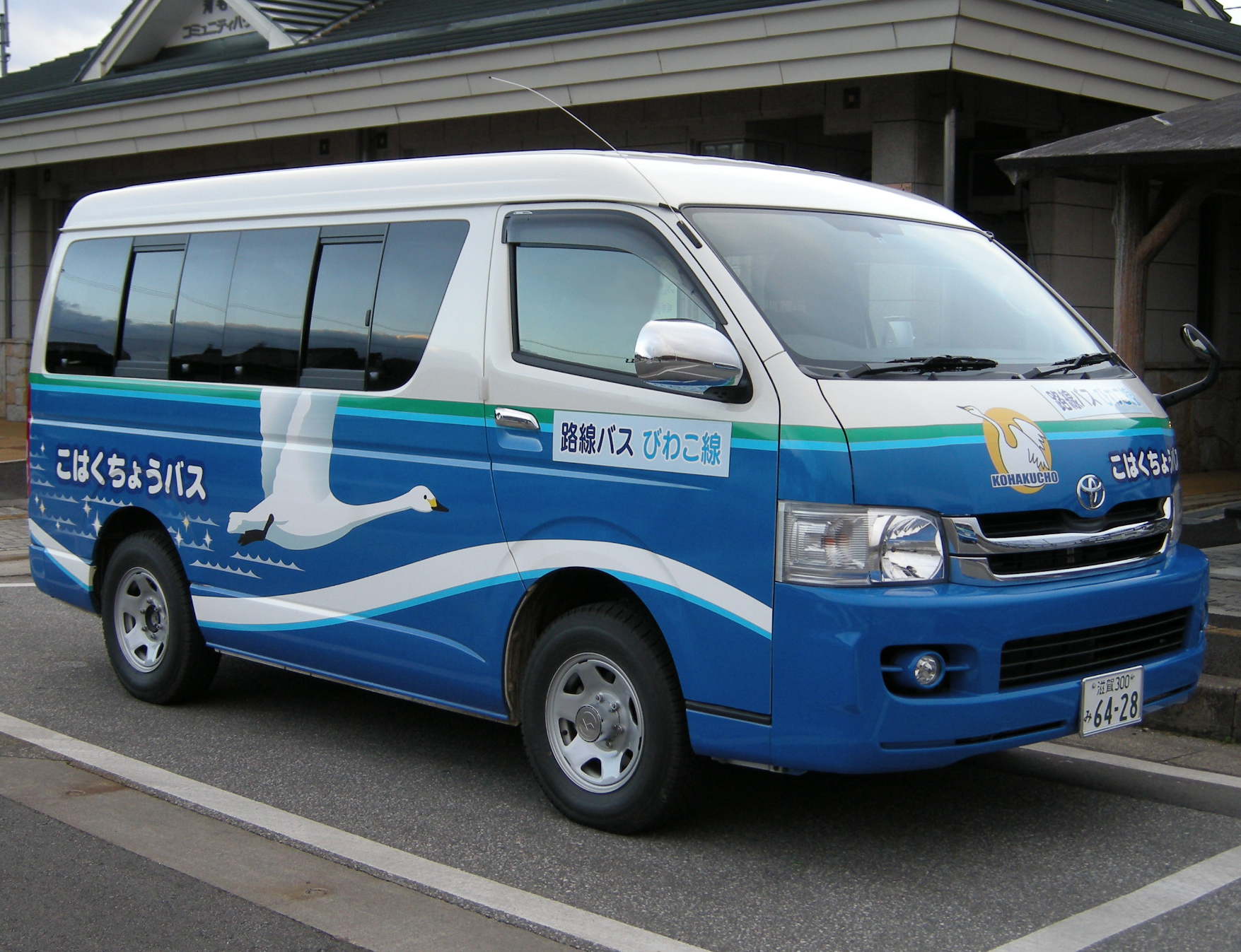
こはくちょうバスの車両（2008年、湖北町当時）